# Les Fils d'Émile Pernot
Les Fils d'Émile Pernot est une distillerie familiale traditionnelle française de La Cluse-et-Mijoux, fondée en 1889 par Émile-Ferdinand Pernot à Pontarlier dans le Haut-Doubs en Franche-Comté, avec pour produit phare l'absinthe (sans lien de parenté avec Henri-Louis Pernod, fondateur de la distillerie Pernod (groupe Pernod Ricard) à Pontarlier au début du XIXe siècle).

## Histoire
Le 1er octobre 1889 Émile-Ferdinand Pernot (distillateur originaire de la région de distilleries de Fougerolles en Franche Comté) s'associe aux frères Eugène et Adolphe Parrot de la distillerie « Parrot Frères » pour fonder la distillerie « Émile Pernot et Cie » 1 rue du Mont à Pontarlier (alors capitale française de l’absinthe ou Fée verte en rapport avec les pouvoirs séducteurs et intoxicants prêtés à cet apéritif au vif succès de cette époque). Les plantes d'absinthe sont produites localement, mises à macérer une journée dans de l'alcool dans un mélange d'autres plantes, puis distillées.

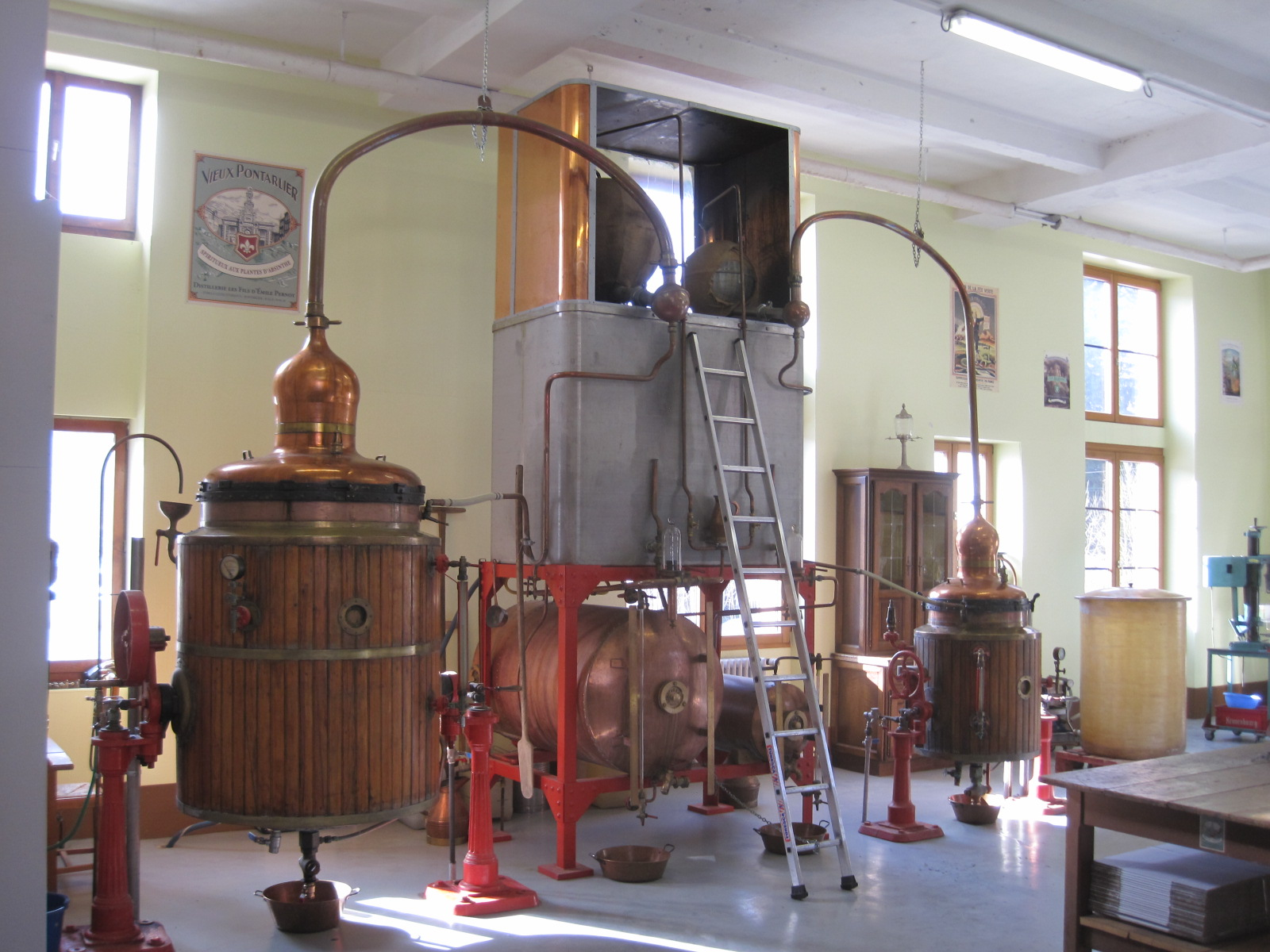
Alambics historiques centenaires en cuivre.
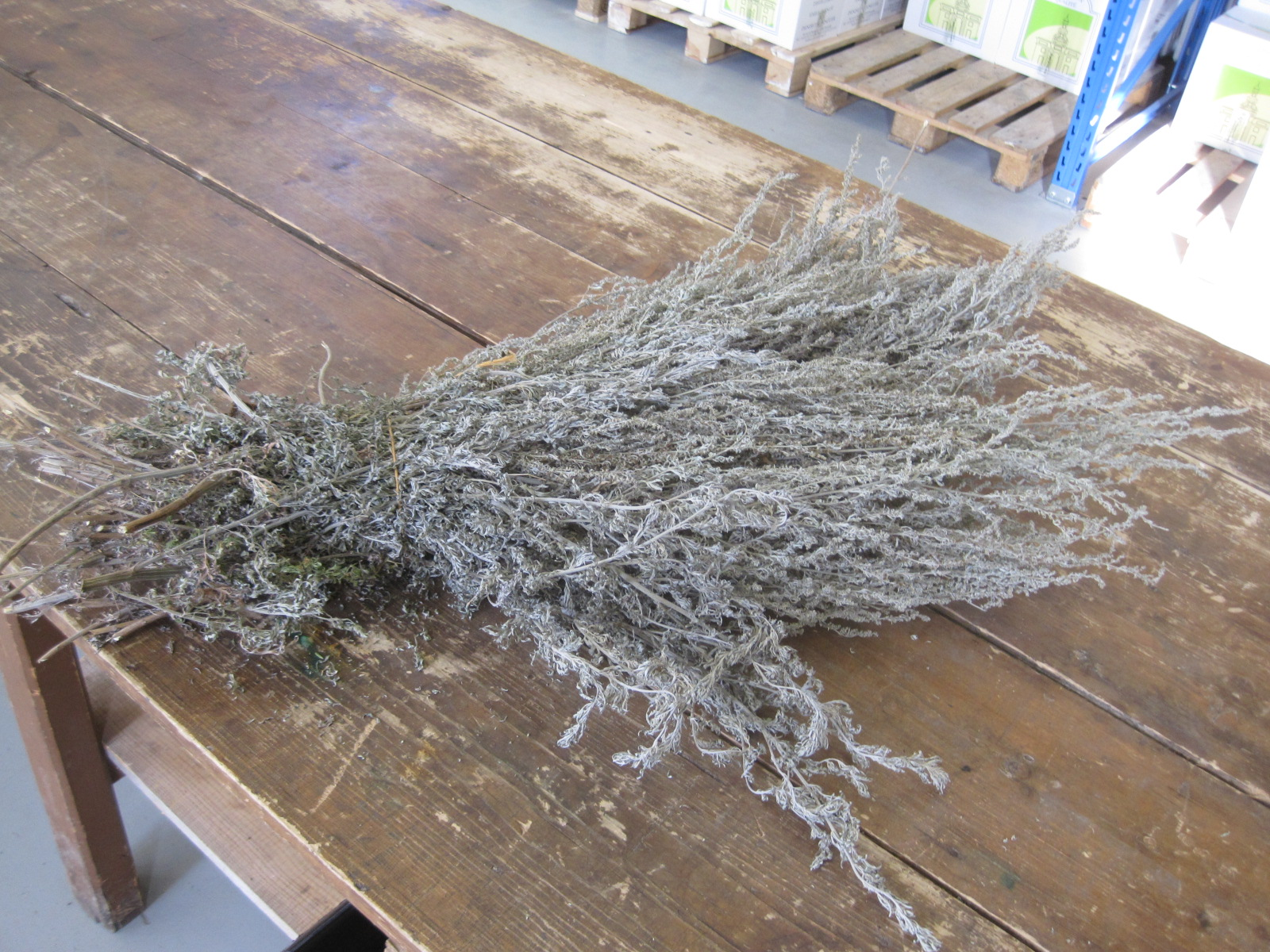
Absinthe (plante) séchée puis effeuillée avant macération.

En 1908 Émile-Joseph Pernot (fils d'Émile-Ferdinand Pernot) devient directeur technique de la distillerie Cousin Jeune au lieu-dit Le Frambourg à La Cluse-et-Mijoux (à 4 km de Pontarlier), avant de succéder à son père à sa disparition en 1919 au 13 rue des Lavaux puis au 2 quai du Doubs à Pontarlier.
Ses deux fils Roger-Émile et Georges Pernot travaillent avec leur père dès leur plus jeune âge avant de lui succéder en rebaptisant la distillerie « Les Fils d’Émile Pernot ».
En 1915 à la suite de l’interdiction de l'absinthe en France, la distillerie familiale se diversifie en fabriquant des anisés, des liqueurs et des eaux-de-vie ... En 2001 à la suite de la ré-autorisation de distillation d’absinthe en France, la distillerie reprend sa fabrication dans ses deux alambics historiques et centenaires en cuivre avec ses recettes traditionnelles d’origine.

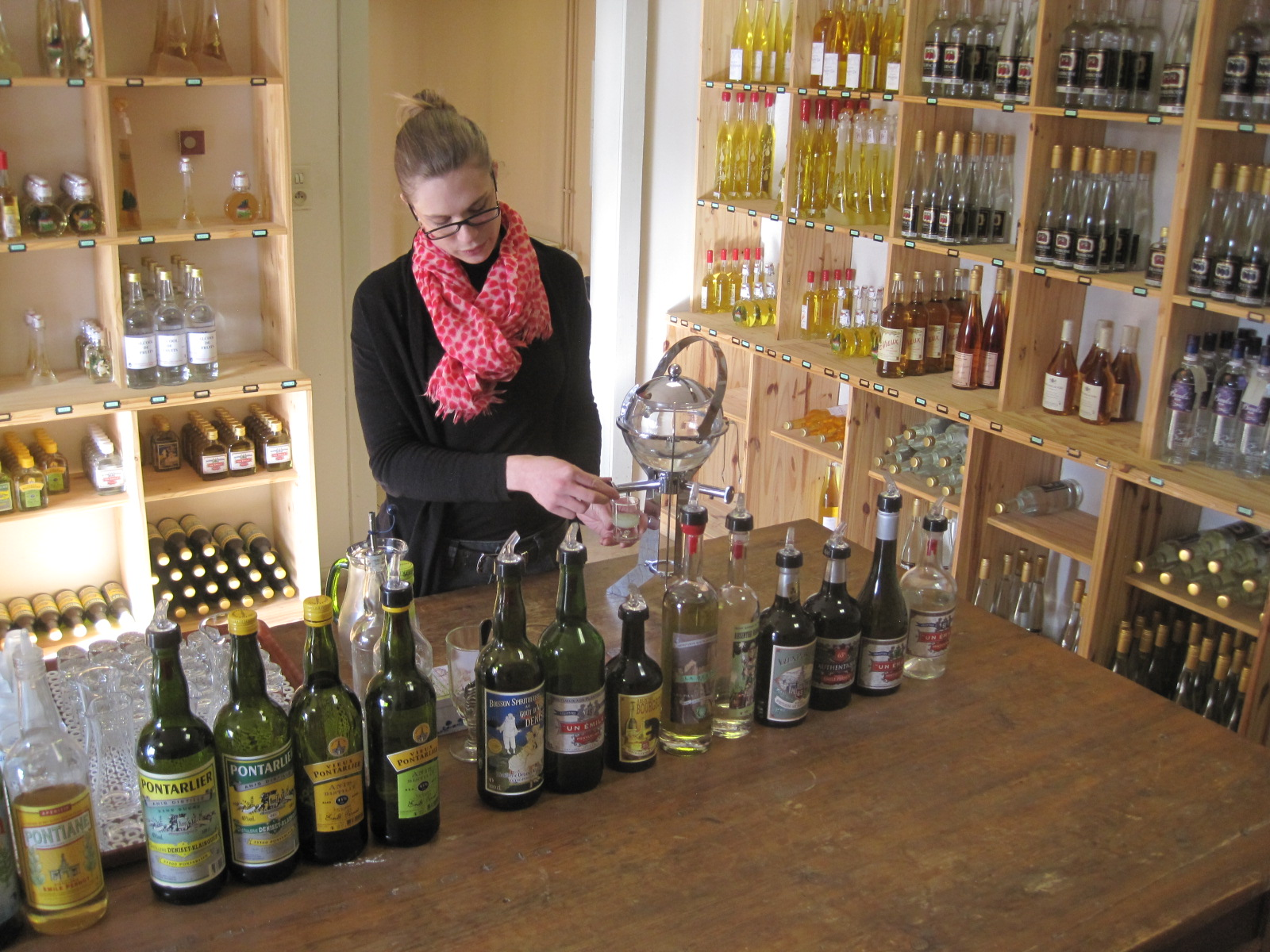
Préparation de la Fée Verte.
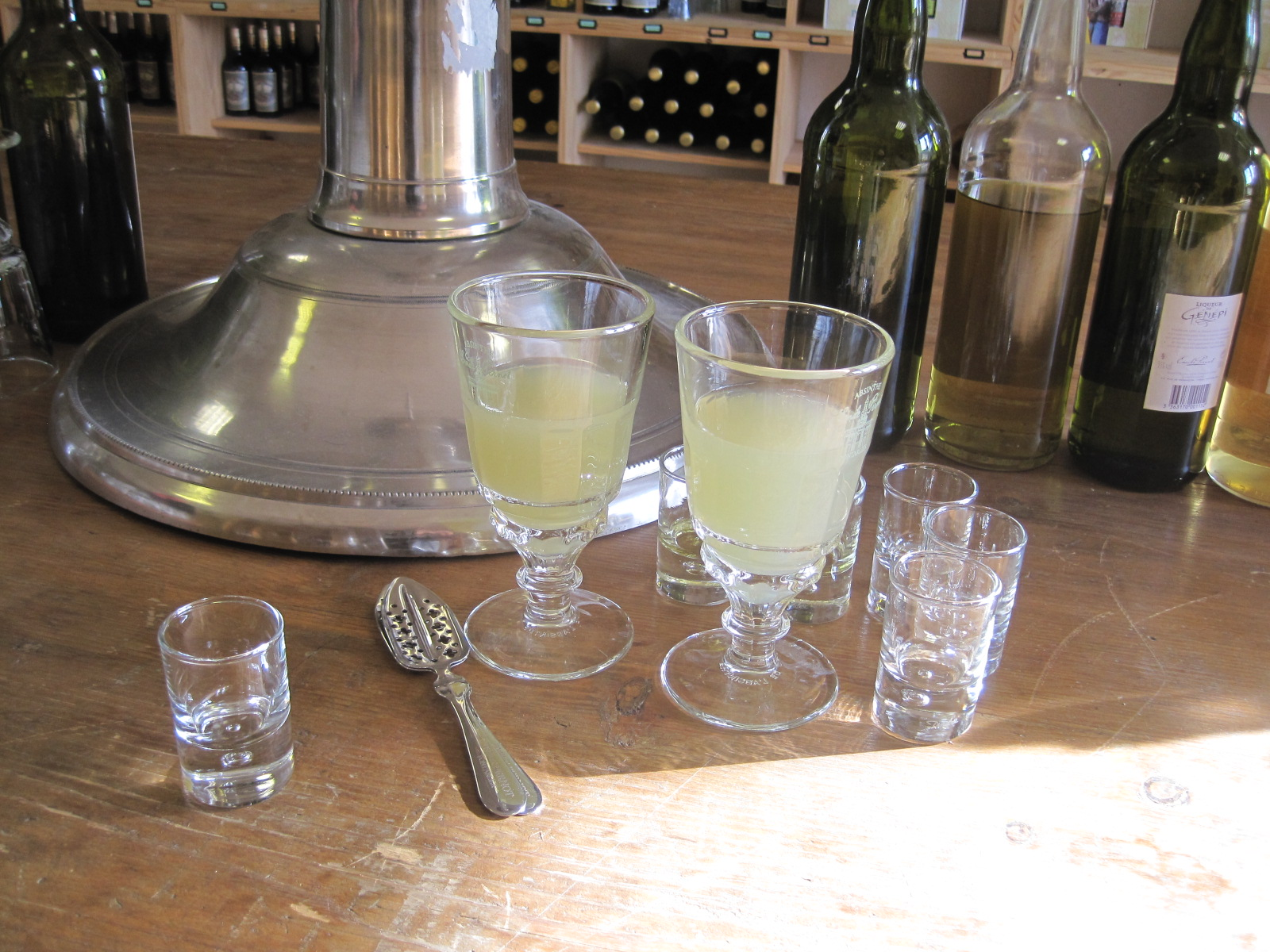
Verres et cuillères à absinthe.
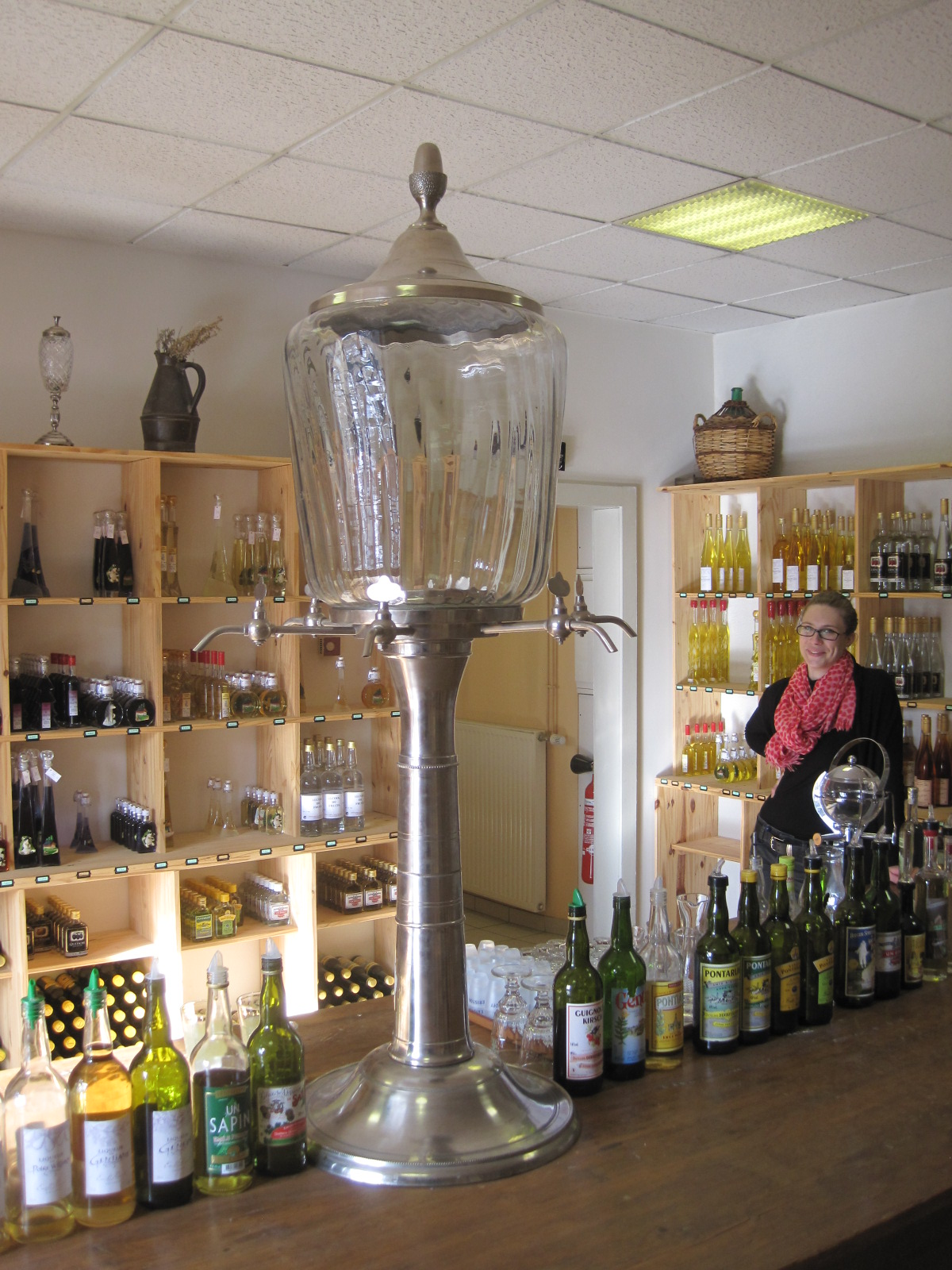
Fontaine à absinthe.
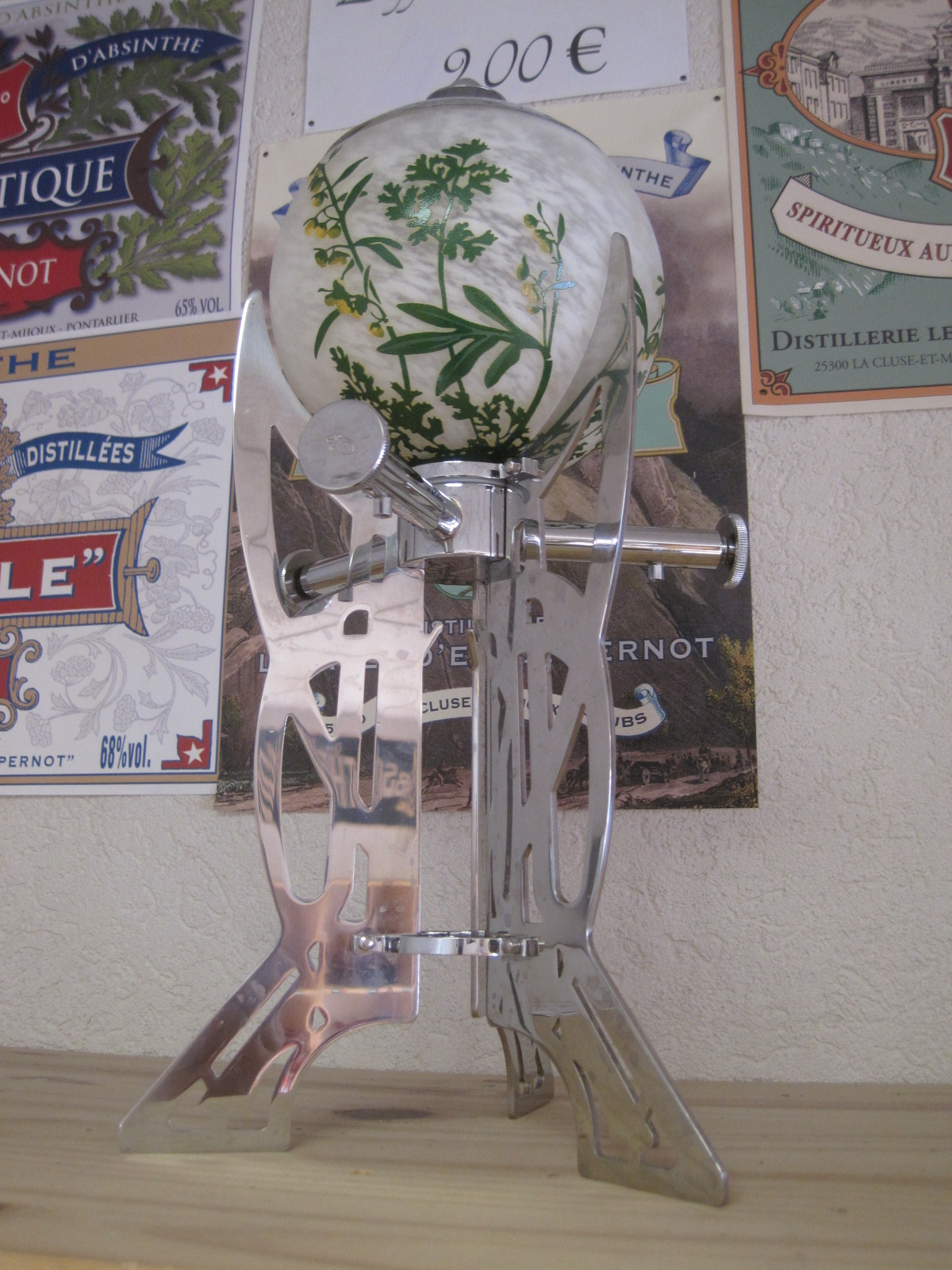
Fontaine à absinthe.

En 1979 Émile-Gérard Pernot, arrière-petit-fils d’Émile-Ferdinand, prend la tête de la distillerie Pernot jusqu’à sa retraite en janvier 2005 où il vend la distillerie familiale à Pierre Beuchet (négociant de vin de Bourgogne et de vin de Bordeaux), qui fait fructifier l’affaire en rachetant les distilleries Deniset - Klainguer en 2006 puis Cousin Jeune en 2009 dont les bâtiments historiques de La Cluse-et-Mijoux, à 4 km de Pontarlier, au pied du Fort de Joux, abritent depuis l'activité qui exporte à l’international.

Elles fait partie de la Route de l'Absinthe (franco-suisse).

## Production
- La distillerie produit environ 14 références d'absinthes traditionnelles distillées selon des méthodes et recettes ancestrales dont : la Roquette 1797, la Perroquet, la Doubs Mystique, la Un Émile 45 (45°), la Un Émile 68 Verte (68°), la Berthe de Joux, la Belle Ensorceleuse, la Sauvage 1804, la Vieux Pontarlier, la Bianca Verde ...
- Affiches et cartes postales thématiques, accessoires de dégustation : fontaines, verres, cuillères ...

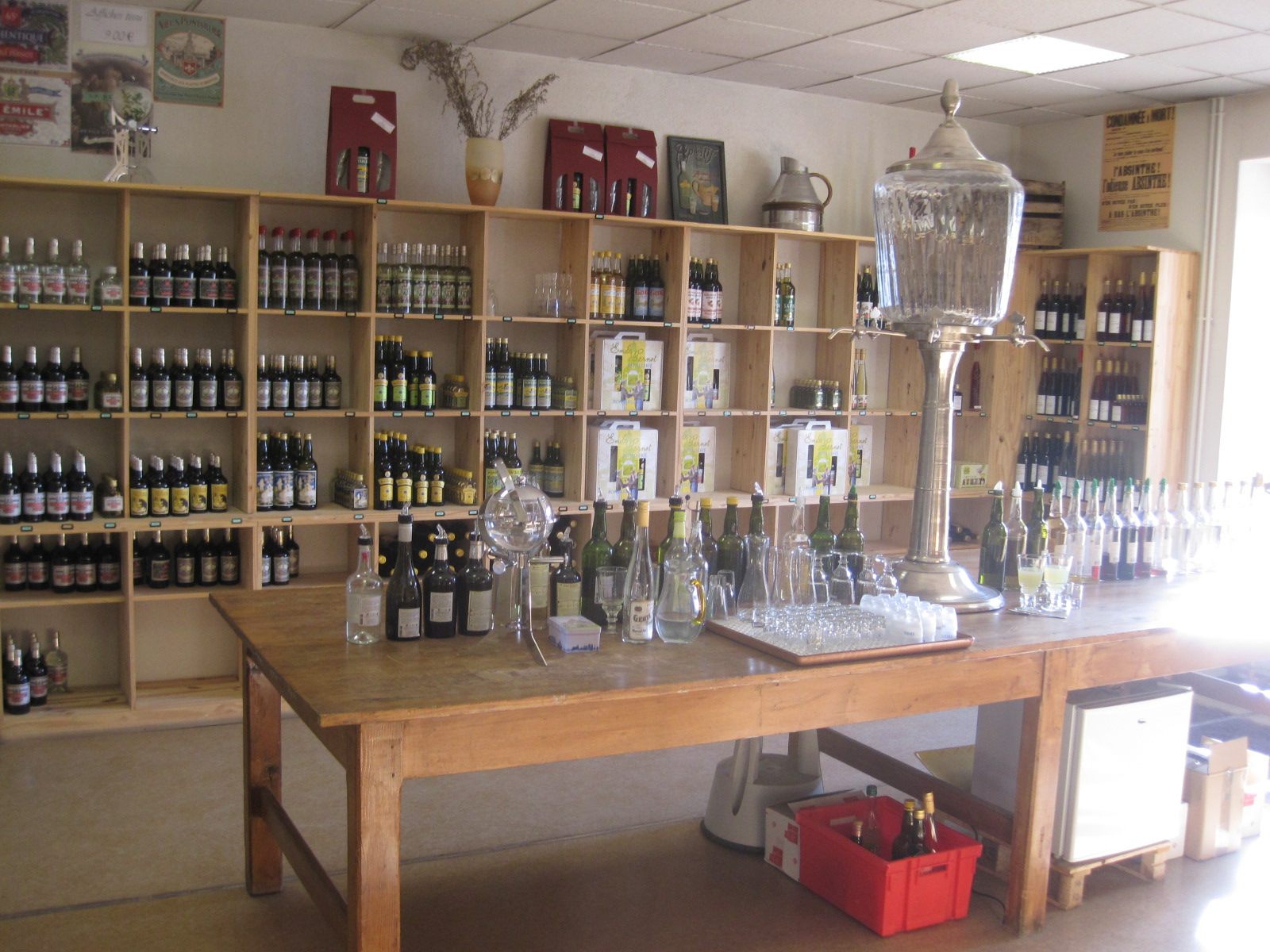
Boutique.
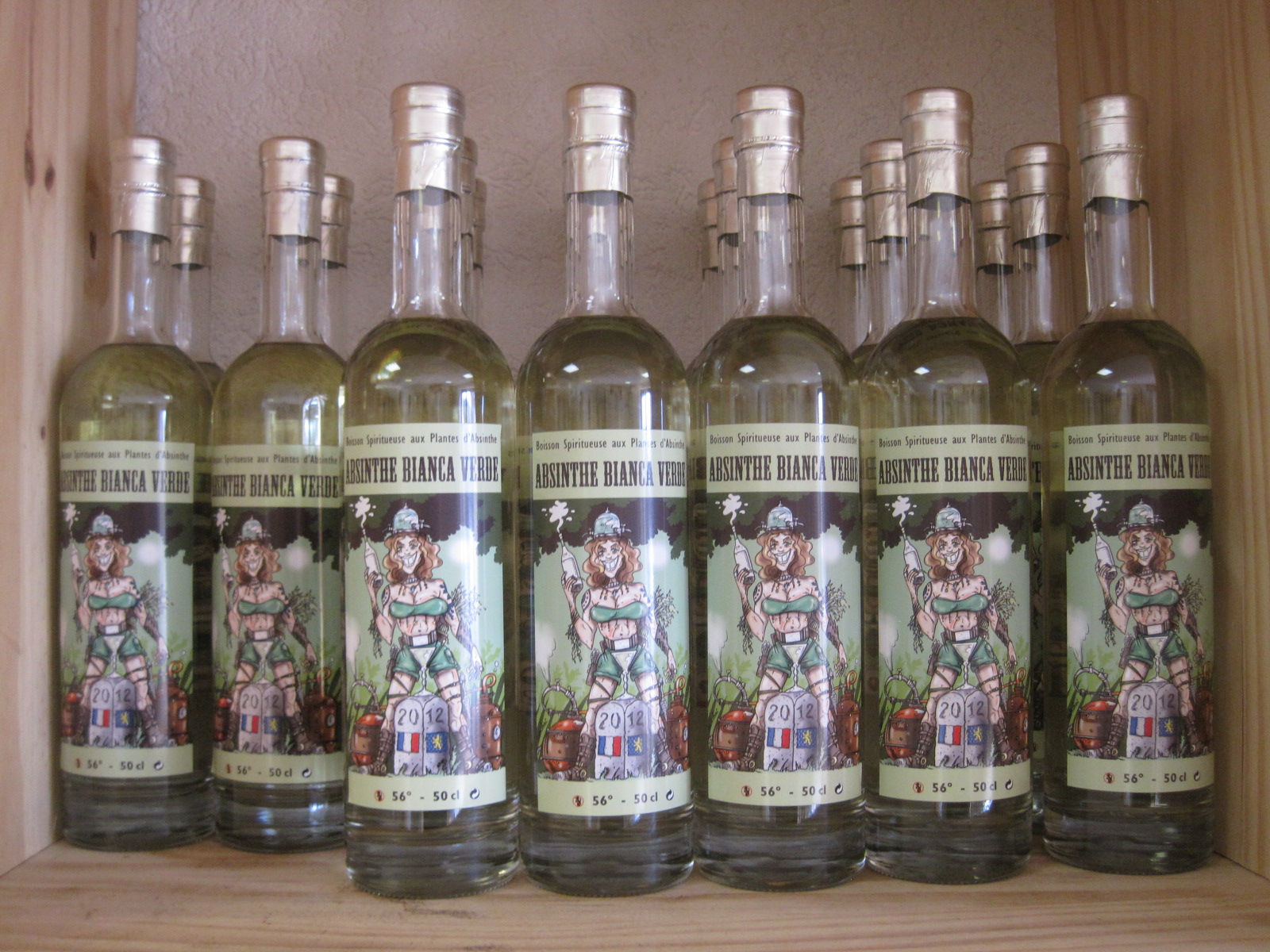
Absinthe Bianca Verde.
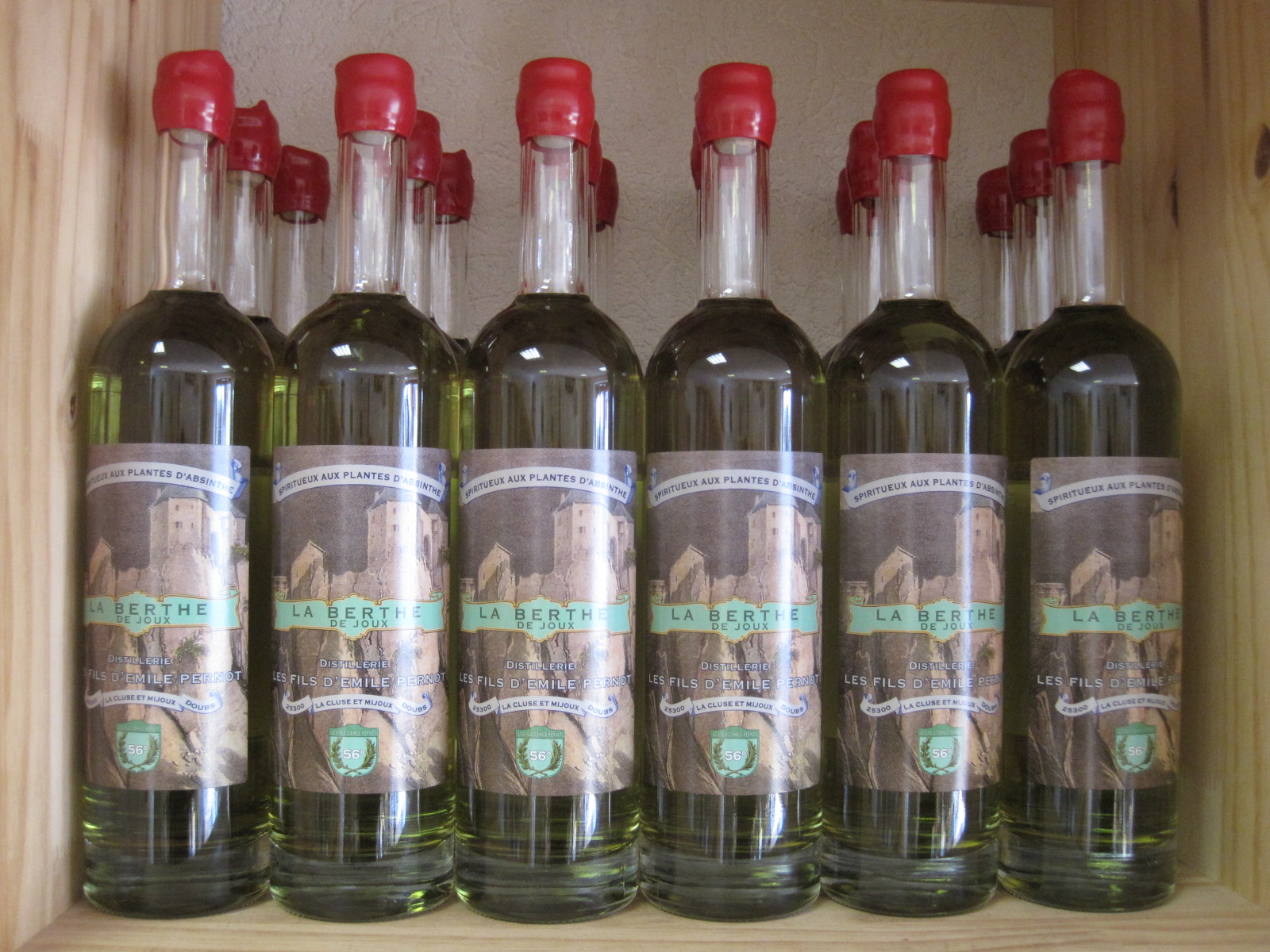
Absinthe Berthe de Joux.
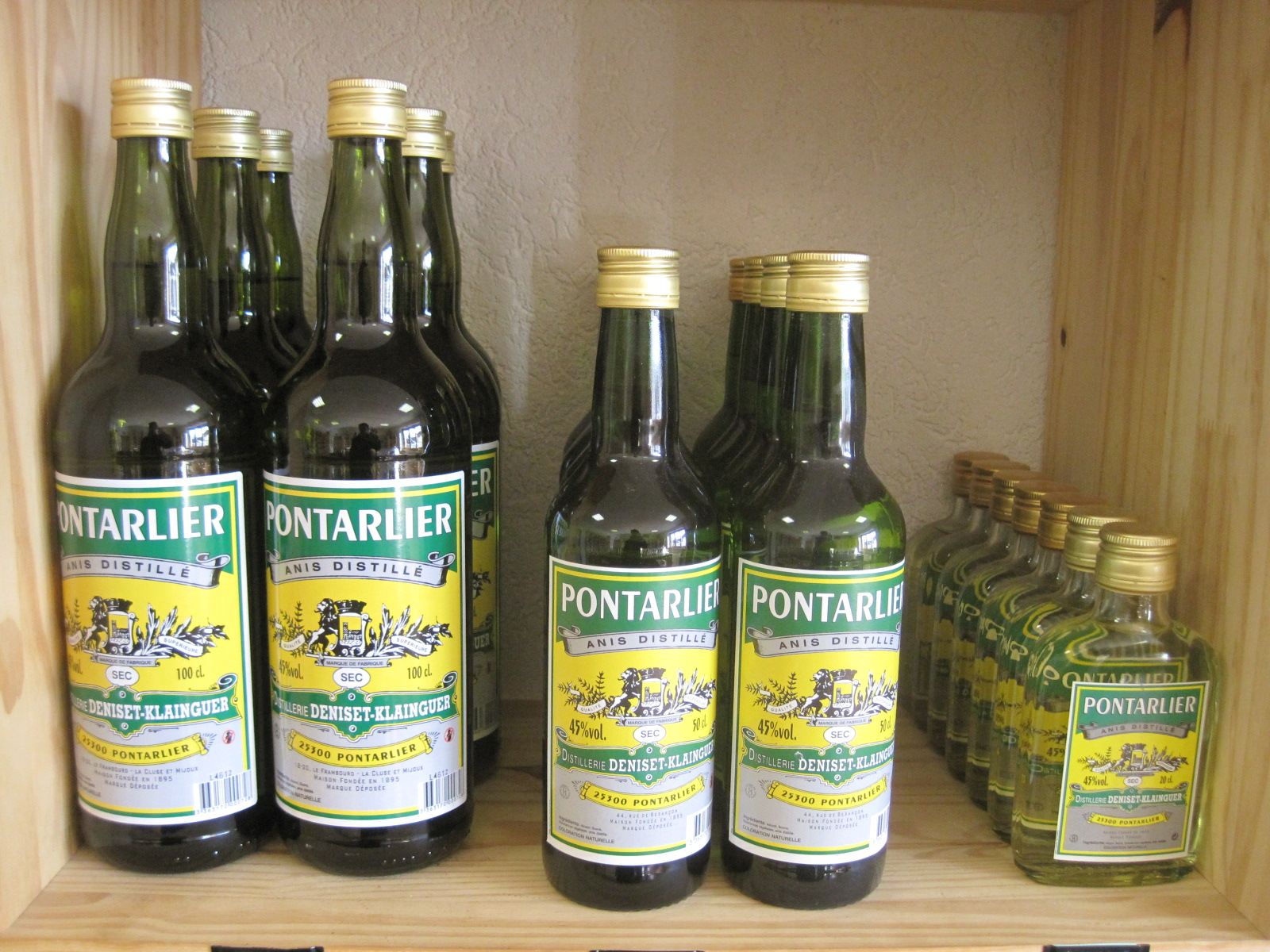
Anis distillé Pontarlier.
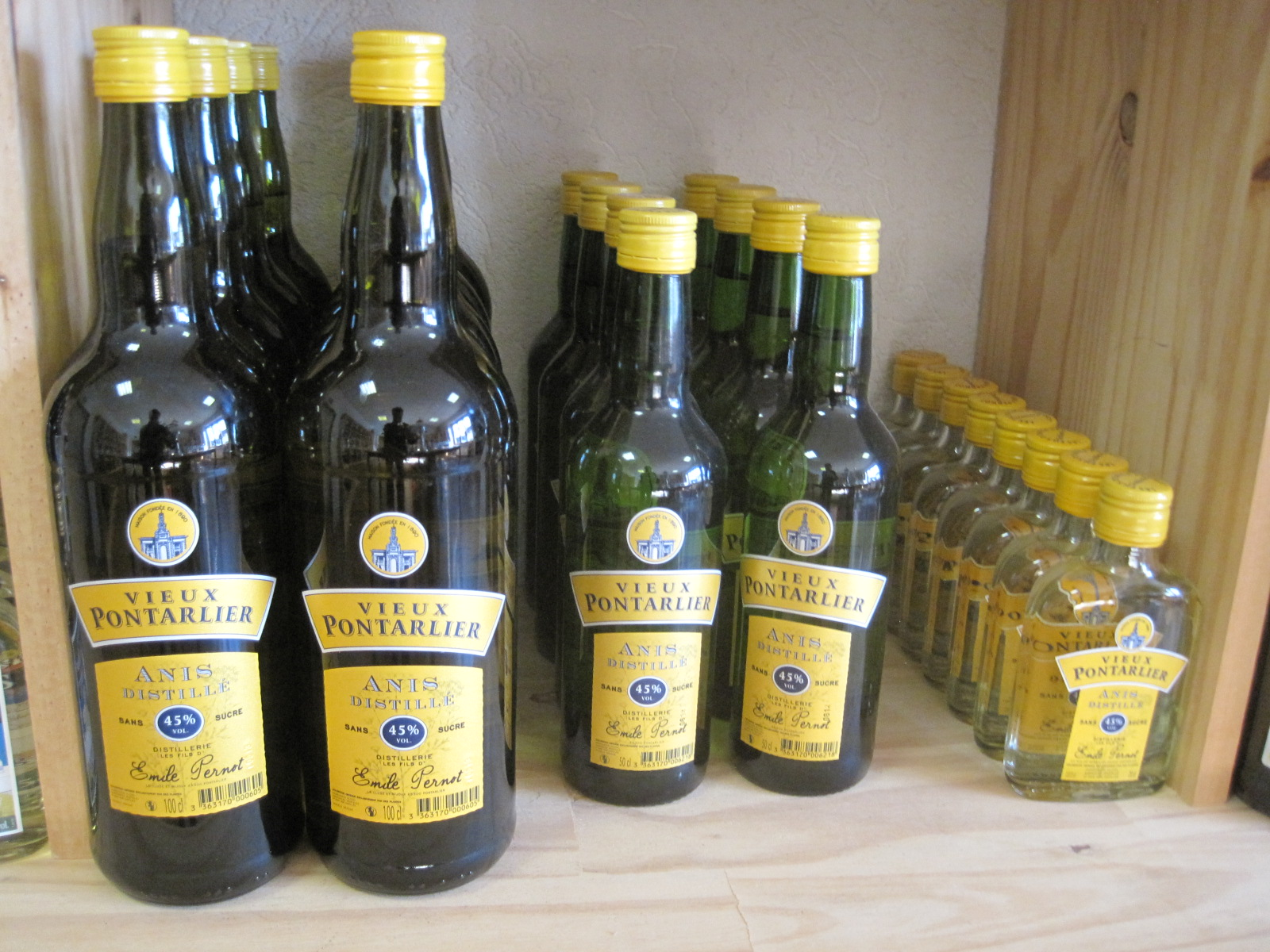
Vieux Pontarlier.

- Eaux-de-vie diverses et de gentiane (très rare dont les racines sont protégées et interdite à la récolte) [sources ?]
- Vieux Pontarlier (apéritif à base d'anis vert et d'une douzaine de plantes aromatiques et médicinales)
- Liqueur de sapin, de génépi, de violette, de fruits ...
- Apéritifs anisés